# Forcalqueiret
Forcalqueiret település Franciaországban, Var megyében. Lakosainak száma 3353 fő (2022. január 1.). Forcalqueiret Brignoles, Camps-la-Source, Garéoult, Rocbaron és Sainte-Anastasie-sur-Issole községekkel határos.

## Népesség
A település népességének változása:
| Lakosok száma | 2697 | 2813 | 2917 | 2990 | 3061 | 3101 | 3185 | 3269 | 3353 |
|               | 2013 | 2015 | 2016 | 2017 | 2018 | 2019 | 2020 | 2021 | 2022 |